# Locomotiva FFS Ae 4/7
Le locomotive FFS Ae 4/7 sono delle locomotive elettriche a corrente alternata monofase, di uso universale, delle Ferrovie Federali Svizzere, che adottano il sistema di trasmissione Buchli.

## Storia
Le locomotive, costruite secondo il progetto di Jakob Buchli, entrarono in servizio nel 1927 alla trazione di treni passeggeri e di treni merci della Svizzera sostituendo alla trazione di treni pesanti le precedenti locomotive a tre assi motori, le FFS Ae 3/6, anch'esse con sistema Buchli. Le FFS ordinarono nel 1925, due prototipi di Ae 4/7 che diedero subito buona prova di funzionamento. Successivamente tra il 1927 e il 1934 ne venne costruito un totale di 127 unità.
La costruzione impegnò per la parte meccanica la Schweizerische Lokomotiv- und Maschinenfabrik (SLM) di Winterthur e, per le parti elettriche, Brown, Boveri & Cie (BBC) (unità 10.901-10.916, 10.932-10.938, 10.952-10.972, 11.003-11.008 e 11.018-11.027), Maschinenfabrik Oerlikon (MFO) (unità 10.917-10.918 e 10.973-11.002) e Société Anonyme des Ateliers de Sécheron (SAAS) (unità 10.939-10.951 e 11.109-11.017). Le locomotive 10.919-31 sono state costruite dalla Maschinenfabrik Oerlikon con trasmissioni BBC.
Le locomotive trovarono impiego sulle importanti ed impegnative linee del Sempione e del Gottardo.
La prima locomotiva è stata avviata alla demolizione in pessimo stato nel 1983. Nel 1990 erano ancora in funzione 100 unità sulle 127 originarie. Nel 1995 c'erano ancora in servizio 72 locomotive; nello stesso anno iniziarono le demolizioni in massa. L'ultimo treno effettuato per le FFS da una Ae 4/7 è stato un treno merci nel 1996.

## Caratteristiche
La locomotiva ha quattro assi motori con un motore per asse. La coppia dei motori è trasmesso agli assi in modo ottimale dal sistema Buchli. Caratteristica della trasmissione Buchli è che, da una parte lato trasmissione, le ruote sono completamente coperte da un disco mentre dall'altra parte dell'apparecchio, sono liberamente accessibili. Le locomotive sono state dipinte nella tipica livrea verde FFS.
Sul lato con il trasformatore (direttamente dietro la cabina di guida anteriore) è stato previsto un carrello a due assi, sul lato posteriore invece un carrello monoassiale Bissell. I quattro assi motori sono montati a passo rigido e per l'iscrizione in curva è stato necessario prevedere per i due assi centrali un gioco laterale maggiore.
Le locomotive da 10.973 a 11.002 hanno la frenatura elettrica a recupero e pertanto sono più pesanti e presentano differenze estetiche rispetto alle altre.
Le Ae 4/7 hanno circolato dal 1927 al 1996; sono state tra le più longeve della rete ferroviaria svizzera.

## Locomotive preservate
Due locomotive, la Ae 4/7.10905 (del Deposito locomotive di Rorschach) e la 10976 (del Deposito di Losanna) sono state mantenute in efficienza come rotabili storici stock e fanno parte del Stiftung Historisches Erbe der SBB (Fondazione per il patrimonio storico delle Ferrovie Federali Svizzere). 18 locomotive sono state acquisite da privati della associazione Swisstrain ma in gran parte non sono funzionanti. Nei primi mesi del 2007 due Ae 4/7, la 10950 (del 1931) e la 11010 (del 1932), sono state rimesse in ordine di marcia e dotate del sistema di sicurezza svizzero ZUB 121 allo scopo di poter circolare sulle linee della confederazione e sono state usate per treni commerciali per conto di Rail4chem sin dal 28 febbraio 2008.
La locomotiva 10997 è stata acquistata da un privato ed utilizzata anche dal Club del San Gottardo fino al 2012 dopo tale data è stata acquistata dalla Swisstrain S.A. e si trova in Svizzera interna.
La locomotiva 10987 di proprietà della associazione Swisstrain S.A. con sede a Le Locle, è stata ceduta in comodato d'uso all'Associazione Verbano Express di Luino (Va). Quest'ultima ha eseguito i lavori per la rimessa in ordine di marcia e l'installazione dei dispositivi ETM-S e Vigilante; ora la macchina è utilizzata per diversi viaggi con treni storici con partenze da Luino.